# Linghe Shuiku
Linghe Shuiku (kinesiska: 零河水库) är en reservoar i Kina. Den ligger i provinsen Shaanxi, i den nordvästra delen av landet, omkring 47 kilometer nordost om provinshuvudstaden Xi'an. Linghe Shuiku ligger 412 meter över havet. Arean är 0,78 kvadratkilometer. Trakten runt Linghe Shuiku består till största delen av jordbruksmark. Den sträcker sig 2,3 kilometer i nord-sydlig riktning, och 1,2 kilometer i öst-västlig riktning.
Genomsnittlig årsnederbörd är 688 millimeter. Den regnigaste månaden är september, med i genomsnitt 143 mm nederbörd, och den torraste är januari, med 4 mm nederbörd.